# Ширяевское сельское поселение (Воронежская область)
Ширяевское сельское поселение — муниципальное образование в Калачеевском районе Воронежской области.
Административный центр — село Ширяево.

## Административное деление
Состав поселения:
- село Ширяево.